# Албрехт II фон Брауншвайг-Люнебург
Вижте пояснителната страница за други личности с името Албрехт фон Брауншвайг-Люнебург.
Албрехт II фон Брауншвайг-Люнебург (на немски: Albrecht II von Braunschweig-Lüneburg; * ок. 1294, † 1358) от род Велфи (Стар Дом Брауншвайг), е епископ на Халберщат от 1325 до 1358 г.

## Живот
Той е вторият син на херцог Албрехт II фон Брауншвайг-Волфенбютел-Гьотинген (1268 – 1318) и съпругата му Рикса фон Верле († 1317). По-големият му брат е Ото (1292 – 1344), княз на Брауншвайг-Волфенбютел и Гьотинген.
Албрехт II постъпва рано на духовническа служба. През 1319 г. е домхер в Халберщат и след това в „Св. Александър“ в Айнбек. След смъртта на епископ Албрехт I фон Анхалт (14 септември 1324) той е избран за негов наследник.
Като епископ Албрехт II почти непрекъснато има конфликти с папския стол, с домкапитела, с град Халберщат, и съседните князе и господари. През петдесетте години папа Инокентий VI иска да го свали от епископския стол и през 1357 г. номинира Лудвиг фон Майсен за епископ на Халберщат.
На 13 май 1358 г. Албрехт издава един документ и умира през същата година. Погребан е в катедралата „Св. Бласии“ в Брауншвайг.